# Estadio Nemesio Díez
Estadio Nemesio Díez – stadion piłkarski w mieście Toluca, w Meksyku. Obiekt może pomieścić 27 000 widzów.
Na stadionie swoje mecze rozgrywa klub z pierwszej ligi meksykańskiej – Deportivo Toluca.
Na obiekcie rozegrano mecze Mistrzostw Świata w Piłce Nożnej 1970 i 1986.